# NGC 5857
NGC 5857 est une galaxie spirale barrée située dans la constellation du Bouvier. Sa vitesse par rapport au fond diffus cosmologique est de 4 911 ± 12 km/s, ce qui correspond à une distance de Hubble de 72,4 ± 5,1 Mpc (∼236 millions d'al). NGC 5857 a été découverte par l'astronome germano-britannique William Herschel en 1788.

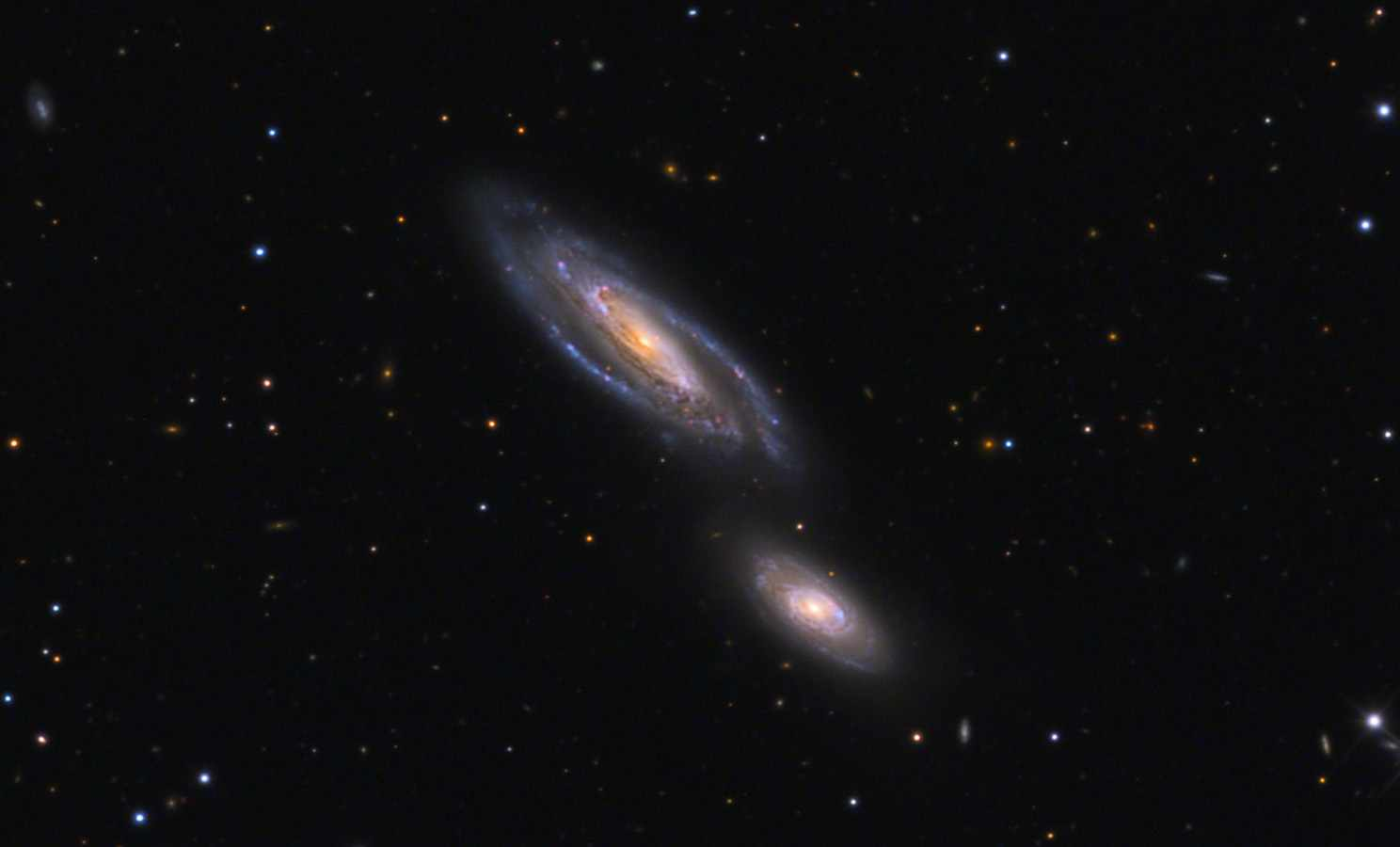
Le couple de galaxies NGC 5857 (en bas) et NGC 5859 (Adam Block (Observatoire du mont Lemmon/Université de l'Arizona)).

La classe de luminosité de NGC 5857 est II et elle présente une large raie HI. Selon la base de données Simbad, NGC 5857 est une galaxie de Seyfert de type 2.
À ce jour, trois mesures non basées sur le décalage vers le rouge (redshift) donnent une distance de 70,167 ± 1,097 Mpc (∼229 millions d'al), ce qui est à l'intérieur des valeurs de la distance de Hubble.

## Supernova
Deux supernovas ont été découvertes dans NGC 5857 : SN 1950H et SN 1955M.

### SN 1950H
Cette supernova a été découverte le 17 mars 1950 par l'astrophysicien américano-suisse Fritz Zwicky. Le type de cette supernova n'a pas été déterminé.

### SN 1955M
Cette supernova a aussi été découverte par Zwicky 14 mai 1955. Le type de cette supernova n'a pas été déterminé.

## Groupe de NGC 5859
Selon A. M. Garcia NGC 5857 fait partie du groupe de NGC 5859. Ce groupe de galaxies compte six membres. Les cinq autres membres du groupe sont NGC 5859, UGC 9620, UGC 9622 UGC 9672 et UGC 9777.
Abraham Mahtessian mentionne que NGC 5857 et NGC 5859 forment une paire de galaxies et elles sont en interaction gravitationnelle.